# Exorista dilecta
Exorista dilecta är en tvåvingeart som beskrevs av Richter 1973. Exorista dilecta ingår i släktet Exorista och familjen parasitflugor. Inga underarter finns listade i Catalogue of Life.